# Taavi Tamminen
Taavi Tamminen (n. 10 martie 1889, Uurainen, Marele Principat al Finlandei, Imperiul Rus – d. 19 ianuarie 1967, Helsingfors, Finlanda) a fost un luptător ce a reprezentat Finlanda, medaliat olimpic. A participat la o ediție a Jocurilor Olimpice (1920) în care a câștigat o medalie de argint.

## Participări
Lista de mai jos prezintă principalele competiții la care a participat Taavi Tamminen de-a lungul carierei.
- wrestling at the 1920 Summer Olympics – men's Greco-Roman lightweight[*]